# Lotte Reiniger
Charlotte «Lotte» Reiniger (Berlín-Charlottenburg, 2 de juny de 1899 - Dettenhausen, 19 de juny de 1981) va ser una directora de cinema alemanya (posteriorment nacionalitzada britànica) i la principal pionera de l'animació amb siluetes, anticipant-se a Walt Disney en més de deu anys.
Reiniger va fer més de 40 pel·lícules al llarg de la seva carrera utilitzant la seva tècnica. Les seves pel·lícules més conegudes són Les aventures del príncep Achmed (1926) i Papageno (1935), amb música de Mozart.

## Biografia

### Joventut
Lotte Reiniger va néixer a Berlín-Charlottenburg el 2 de juny de 1899, filla de Carl Reiniger i d'Eleonore Lina Wilhelmine Rakette.
Ja des de la seva infància estava fascinada amb l'art xinès del teatre d'ombres, fins i tot va construir el seu propi teatre amb titelles de silueta per a poder fer espectacles per a la seva família i amics.
Durant la seva adolescència, Reiniger es va enamorar del cinema, primer amb les pel·lícules de Georges Méliès pels seus efectes especials, i a continuació amb les pel·lícules de l'actor i director Paul Wegener, conegut avui en dia per la seva pel·lícula El Gòlem (1920). El 1915, va anar a una conferència de Wegener que es va centrar en les fantàstiques possibilitats de l'animació.
Va aconseguir convèncer els seus pares perquè li permetessin entrar al grup de teatre de Max Reinhardt, al qual pertanyia Wegener (1916-1917). En un primer moment es va dedicar a confeccionar les siluetes dels altres actors del grup en els seus respectius papers. Aviat Wegener va començar a comptar amb ella i va fer les siluetes dels intertítols de les pel·lícules Rübezahls Hochzeit («Les noces del gegant Ruebezahls», 1916) i Der Rattenfänger von Hameln («El flautista d'Hamelín», 1918); així com els decorats i accessoris de la pel·lícula Die Schone Prinzessin von Xina («La bella princesa de la Xina, 1916»).

### Edat adulta i l'èxit
Gràcies a l'èxit del seu treball i a la recomanació de Wegener, va aconseguir ser admesa a l'Institut für Kulturforschung (Institut d'Innovacions Culturals), un estudi berlinès dedicat a les pel·lícules d'animació experimental. Allí va realitzar la seva primera pel·lícula de siluetes, Das Ornament des verliebten Herzens («L'ornament del cor enamorat», 1919). Va ser allà on va conèixer la seva futura parella creativa i marit a partir de 1921, Carl Koch, així com altres artistes d'avantguarda que inclouen Hans Cürlis, Bertolt Brecht i Berthold Bartosch.

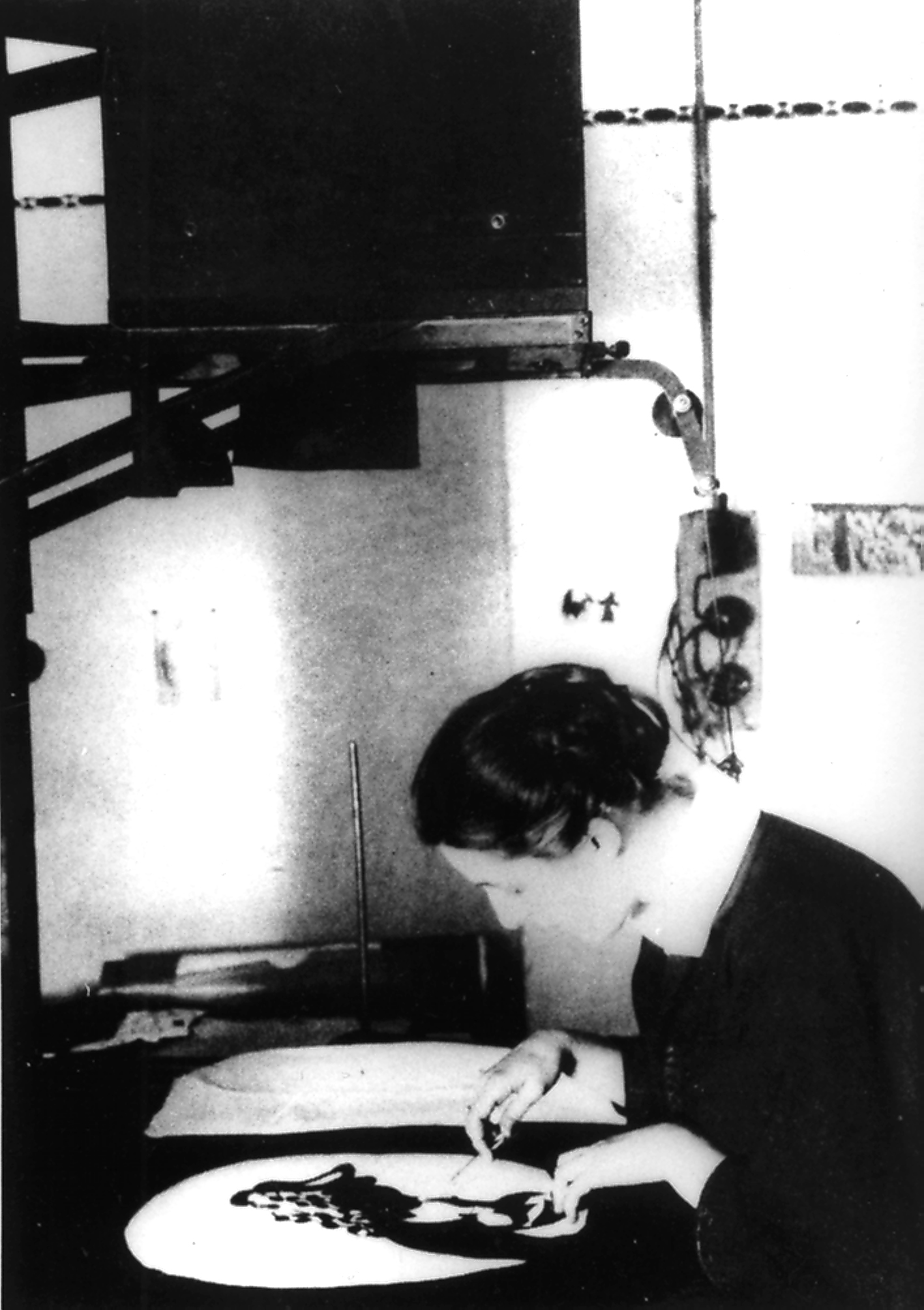
Lotte Reiniger al 1922

En els anys següents va realitzar sis curtmetratges, tots ells amb producció i fotografia del seu marit. Alhora, va treballar en anuncis publicitaris (l'agència de publicitat Julius Pinschewer va contractar i patrocinar diversos animadors abstractes durant la República de Weimar) i en els efectes especials de diversos llargmetratges d'imatges reals; en particular, va dissenyar la silueta d'un falcó per a una seqüència onírica de la primera part de Die Nibelungen («Els Nibelungs», 1924), de Fritz Lang. Durant aquest període es va convertir en el centre d'un gran grup d'animadors alemanys ambiciosos, incloent Berthold Bartosch, Hans Richter, Walter Ruttmann i Oskar Fischinger.

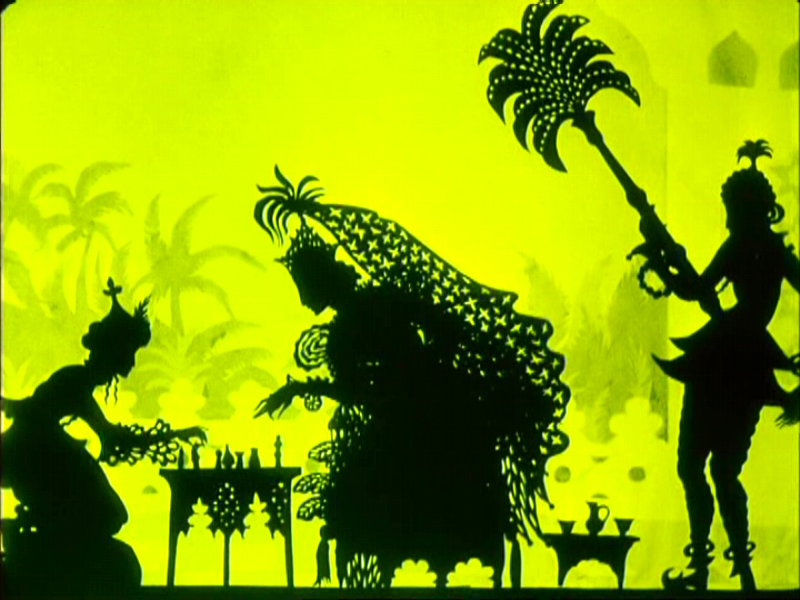
Imatge de la pel·lícula Les aventures del príncep Achmed (1926)

El 1923, se li va presentar una oportunitat única. El banquer jueu Louis Hagen, que havia comprat una gran quantitat de pel·lícules com una inversió per combatre la inflació en espiral de l'època, la va finançar per a fer un llargmetratge animat, que es realitzaria en un estudi construït damunt del seu garatge, prop de la seva casa de Potsdam. El resultat va ser Die Abenteuer des Prinzen Achmed («Les aventures del príncep Achmed», 1926), el més antic llargmetratge d'animació que es conserva, amb una trama que és un pastitx de diverses històries relacionades amb Les mil i una nits. Tot i que no va aconseguir trobar un distribuïdor durant un any, un cop estrenada a París (gràcies al suport de Jean Renoir), es va convertir en un èxit de crítica i públic.
Reiniger es va anticipar una dècada tant a Walt Disney com a Ub Iwerks en utilitzar la càmera multiplà per a certs efectes. A més de comptar amb les siluetes de Reiniger com a actors de la pel·lícula, l'obra es beneficiava dels onírics decorats de Walter Ruttmann, que ja havia col·laborat amb Reiniger en la seqüència esmentada abans de Die Nibelungen, i de la música de Wolfgang Zeller. Alguns efectes addicionals van ser afegits per Carl Koch i Berthold Bartosch.
Després de l'èxit del Prinzen Achmed, Reiniger va realitzar el migmetratge, Doktor Dolittle und seine Tiere («El doctor Dolittle i els seus animals", 1928»), basada en la primera de la sèrie de novel·les dedicades al personatge de l'autor anglès de literatura infantil Hugh Lofting. La pel·lícula explica del viatge del bon doctor a Àfrica per ajudar a curar els animals malalts. Actualment està disponible només en versió per a televisió, amb nova música, narració en veu en off i les imatges que es mouen a massa fotogrames per segon (fps). La música d'aquesta pel·lícula en tres parts va ser composta per Kurt Weill, Paul Hindemith i Paul Dessau.
Un any més tard, Reiniger va dirigir amb Rochus Gliese la seva primera pel·lícula d'imatge real, Die Jagd nach dem Glück («La recerca de la felicitat», 1929), un relat sobre una companyia de teatre de titelles de siluetes. La pel·lícula va ser protagonitzada per Jean Renoir i Berthold Bartosch, i incloïa una actuació de 20 minuts de titelles de siluetes dissenyades per Reiniger. Per desgràcia, la pel·lícula es va finalitzar quan el cinema sonor acabava d'arribar a Alemanya, i es va d'haver de demorar la seva estrena fins a 1930 per afegir les veus dels actors. El doblatge va ser tan dolent que va acabar arruïnant la pel·lícula.

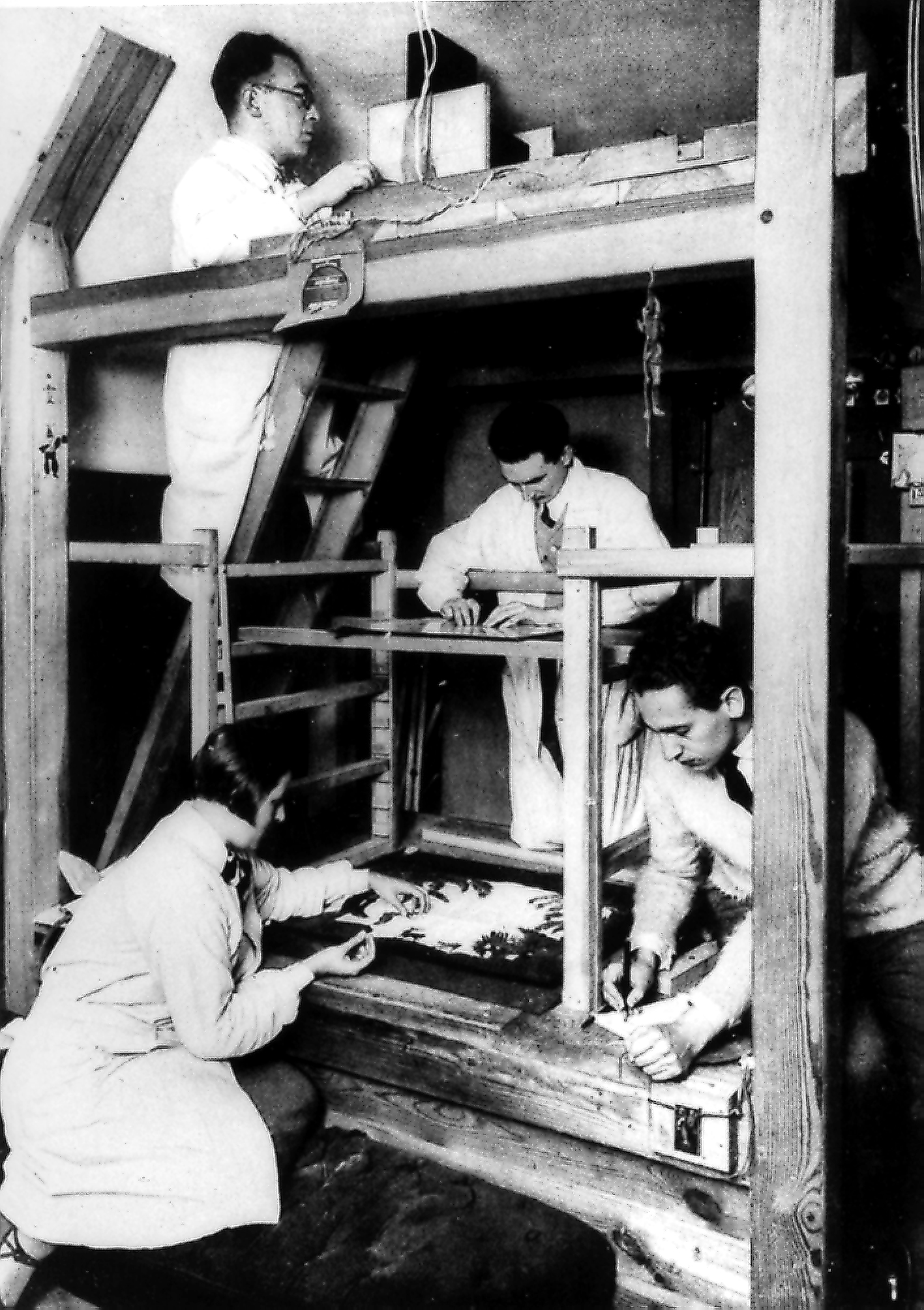
Lotte Reiniger treballant amb Carl Koch, Walter Türck, Alexander Kardan

Reiniger va projectar un tercer llargmetratge, basat en l'òpera L'Enfant et les Sortilèges («L'infant i els sortilegis», 1925) de Maurice Ravel, però no va aconseguir obtenir els drets de l'obra. Quan Ravel va morir el 1937, els tràmits es van fer encara més complexos i finalment Lotte va abandonar el projecte, tot i que ja havia dissenyat seqüències i animacions d'algunes escenes per a convèncer els potencials patrocinadors i els titulars de drets.
Ella va treballar amb el poeta britànic, crític i músic Eric Walter White en diverses pel·lícules, i va escriure un assaig des del principi de la seva feina: Walking Shadows: An Essay on Lotte Reiniger's Silhouette Films («Caminant entre ombres: Un assaig sobre les pel·lícules de siluetes de Lotte Reiniger»).

### Sortida d'Alemanya i vida posterior
Amb l'ascens del Partit Nazi al 1933 i la promulgació de lleis de l'Art degenerat, Reiniger i Koch van decidir d'emigrar; tots dos s'havien implicat amb polítiques d'esquerres, i a més, segons va dir Reiniger: «perquè no m'agrada tot això de Hitler i perquè tenia molts amics jueus als quals ja no se'ls permet trucar als seus amics». Cap país no els concedia un visat permanent, i per aquest motiu la parella va passar entre els anys 1933 i 1944 viatjant d'un país a un altre, quedant-s'hi tant de temps com els ho permetia el visat. Durant aquesta època, van aconseguir de fer 12 pel·lícules, les més conegudes de les quals són Carmen (1933) i Papageno (1935), basades totes dues en òperes populars (la Carmen de Bizet i La flauta màgica de Mozart).
Al desembre de 1935, la parella va arribar a Anglaterra, on van fer The King's Breakfast («L'esmorzar del rei», 1936) per John Grierson i altres pel·lícules per a la GPO Film Unit (Unitat Cinematogràfica de l'Oficina General del Correus), que després esdevindria la Crown Film Unit (Unitat Cinematogràfica de la Corona). Ella també va contribuir amb una seqüència de joc d'ombres de La Marseillaise («La Marsellesa», 1937), de Jean Renoir.
Quan va començar la Segona Guerra Mundial, Koch estava a Roma treballant amb Renoir. Lotte Reiniger se li va unir i va treballar com el seu assistent a La Tosca (1941, completada per Koch després que Renoir abandonés Itàlia amb pressa) i Una signora dell'ovest («Una senyora de l'oest», 1942). Al Nadal de 1943, Reiniger va tornar a contracor a Berlín per a cuidar la seva mare malalta. La seva única pel·lícula durant els anys de la guerra va ser Die Goldene Ganz («L'oca d'or», 1944). Molts dels negatius originals emmagatzemats en el seu estudi de Potsdam van ser destruïts per l'explosió d'una granada de mà. Per sort, existien negatius emmagatzemats en un altre lloc i va ser possible reconstituir la majoria de les seves pel·lícules, inclosa Les aventures del príncep Achmed.

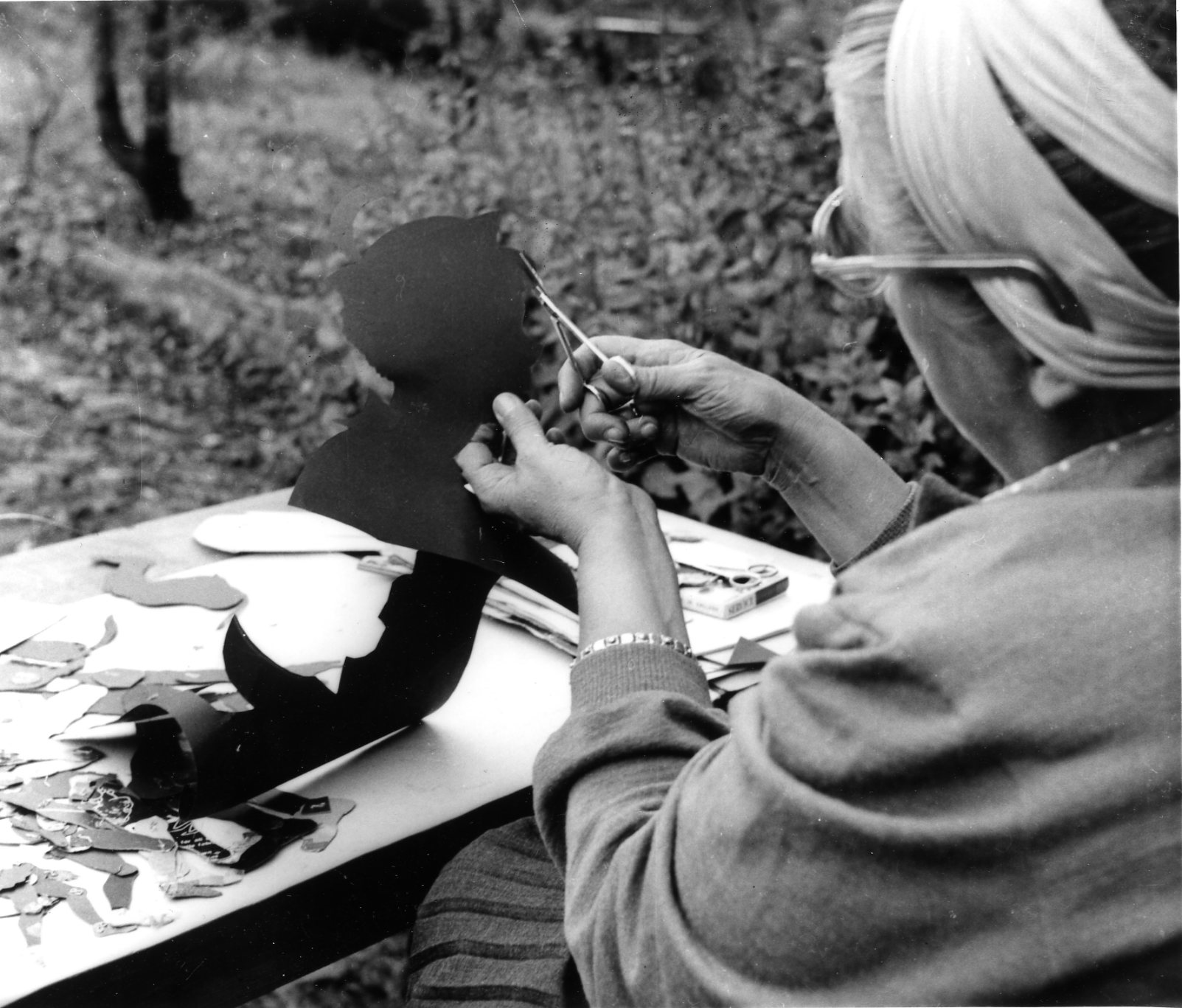
Lotte Reiniger a lAbbey Arts Centre

Després de la guerra, la parella va adoptar la nacionalitat britànica i es van instal·lar a l'Abbey Arts Centre (Centre d'Art de l'Abadia), una residència d'artistes al nord de Londres. El 1949, Reiniger i Koch van traslladar-se a Londres, on va fer alguns anuncis curts per a John Grierson i la seva GPO Film Unit. Mentre vivia a Londres, a principis dels anys 1950, es va fer amiga de «Freddie» Bloom, que fou el primer director de la Societat Nacional de Nens Sords, que li va demanar que dissenyés un logotip per a aquesta entitat. Reiniger va retallar-li quatre nens corrent en una pujada. Bloom es va meravellar de la seva habilitat amb les tisores; en un moment havia creat quatre siluetes diferents de nens a partir de paper negre. El logotip es va utilitzar fins als anys 1990, quan una empresa el va remodelar lleugerament, però el nou disseny es va abandonar al cap de pocs anys.
Amb Louis Hagen Jr. (el fill del financer de Reiniger per al Príncep Achmed a Potsdam), van fundar Primrose Productions el 1953 i, durant els dos anys següents, van produir més d'una dotzena de curts amb siluetes basats en els contes dels germans Grimm per a la BBC i Telecasting America. Reiniger també va il·lustrar el llibre de King Arthur and His Knights of the Round Table (Rei Artús i els seus cavallers de la Taula Rodona, 1953) de Roger Lancelyn Green.
Després de la mort de Carl Koch el 1963, Reiniger no va fer cap pel·lícula durant deu anys, convertint-se gairebé en una reclusa. Però les seves pel·lícules estaven gaudint d'un renaixement, i el 1969 va ser convidada a visitar el seu país natal per primera vegada des que n'havia marxat. Això va conduir a un redescobriment de les seves obres cinematogràfiques a l'Alemanya Occidental i a un reconeixement tardà: Reiniger va rebre la banda d'Or de la Deutscher Filmpreis el 1972; el 1979 va rebre la Gran Creu de l'Orde del Mèrit de la República Federal Alemanya.
Lotte Reiniger va morir a Dettenhausen, Alemanya, el 19 de juny de 1981, als 82 anys.

## El seu art

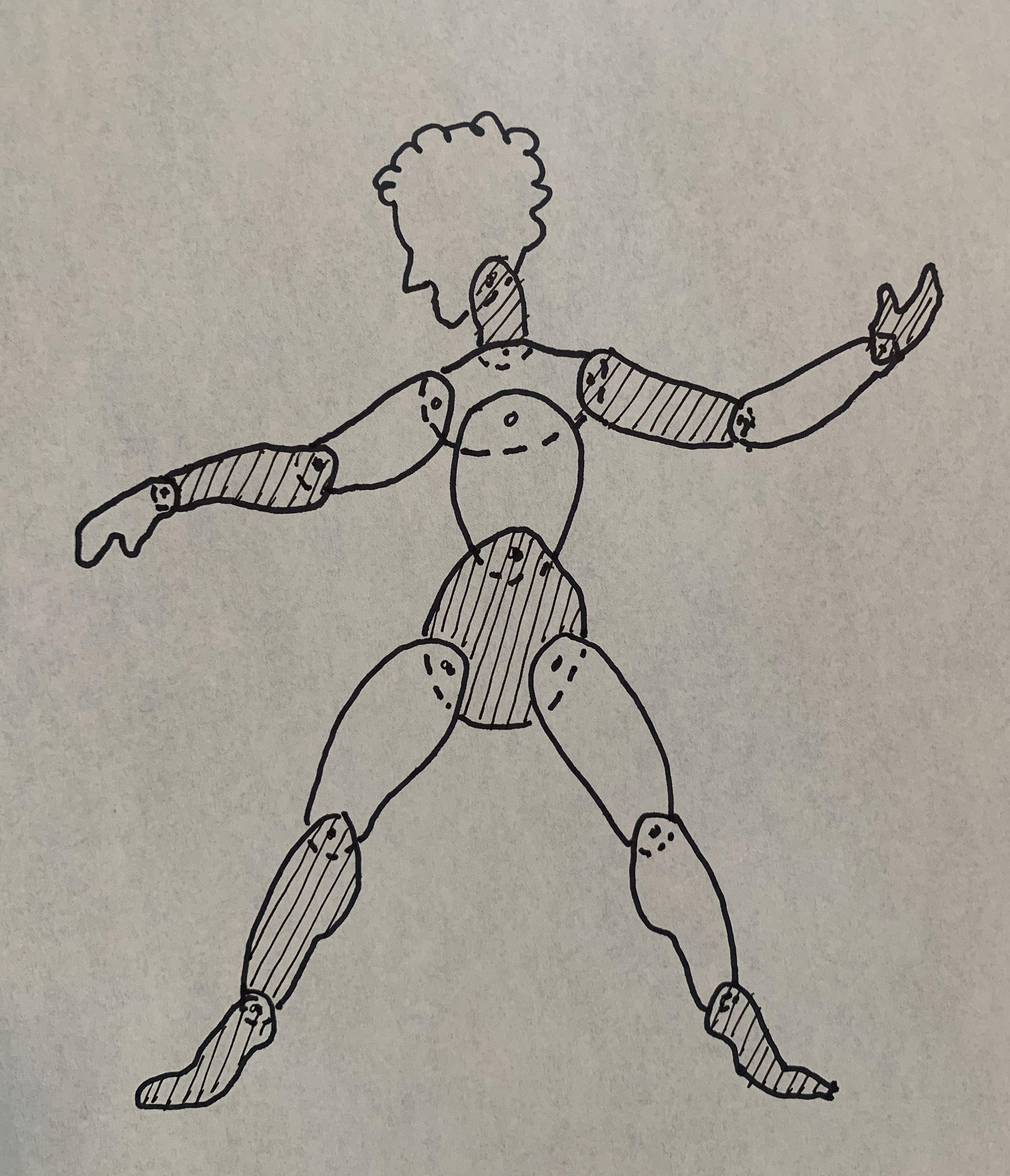
La figura mostra com eren les siluetes a les pel·lícules de Lotte Reiniger.

Al 1936, en declaracions a la revista Sight and Sound explicava la tècnica delicada i precisa que hi havia rere les seves pel·lícules, malgrat la senzillesa aparent: La tècnica és molt simple. […] les pel·lícules de siluetes es fotografien moviment a moviment, però usant marionetes de siluetes en lloc de dibuixos. Estan tallades a partir de fines cartolines negres, amb cada membre del cos retallat per separat i unit amb frontisses de filferro. […] Quan la història està llesta, la música escollida i la banda sonora gravada llavors el treball per a la pel·lícula pròpiament dit comença. Es col·loquen figures i fons en una taula de vidre. Una llum forta per sota fa que els filferros no es vegin i ressalten les figures negres amb relleu, mentre que el fons apareix com un paisatge més o menys fantàstic d'acord amb la història. La càmera penja per sobre de la taula mirant el dibuix organitzat a sota. Mitjançant un dispositiu amb un filferro, la pel·lícula de la càmera es pot moure fotograma a fotograma. Després de la primera fotografia les figures es mouen a la següent posició i tot es fotografia de nou, etcètera.
Calien 25 imatges per a cada segon de pel·lícula. En total, unes 90.000 per a una pel·lícula de 60 minuts. I feia falta treballar amb precisió meticulosa per a moure cada figura i crear la impressió d'un moviment fluid. Feia servir una taula sobre la qual posava un vidre i un paper transparent, i situava les figures retallades sobre el paper, la silueta de les quals quedava ressaltada per la llum de sota. Superposant diverses plaques de vidre, simulava la profunditat.
Reiniger era una artista i va atreballar en altres àmbits. Va dissenyar vestuari i escenaris per a teatre i òpera, va fer espectacles de titelles i teatre d'ombres i va crear il·lustració per a llibres i revistes.

## Influència i reconeixement

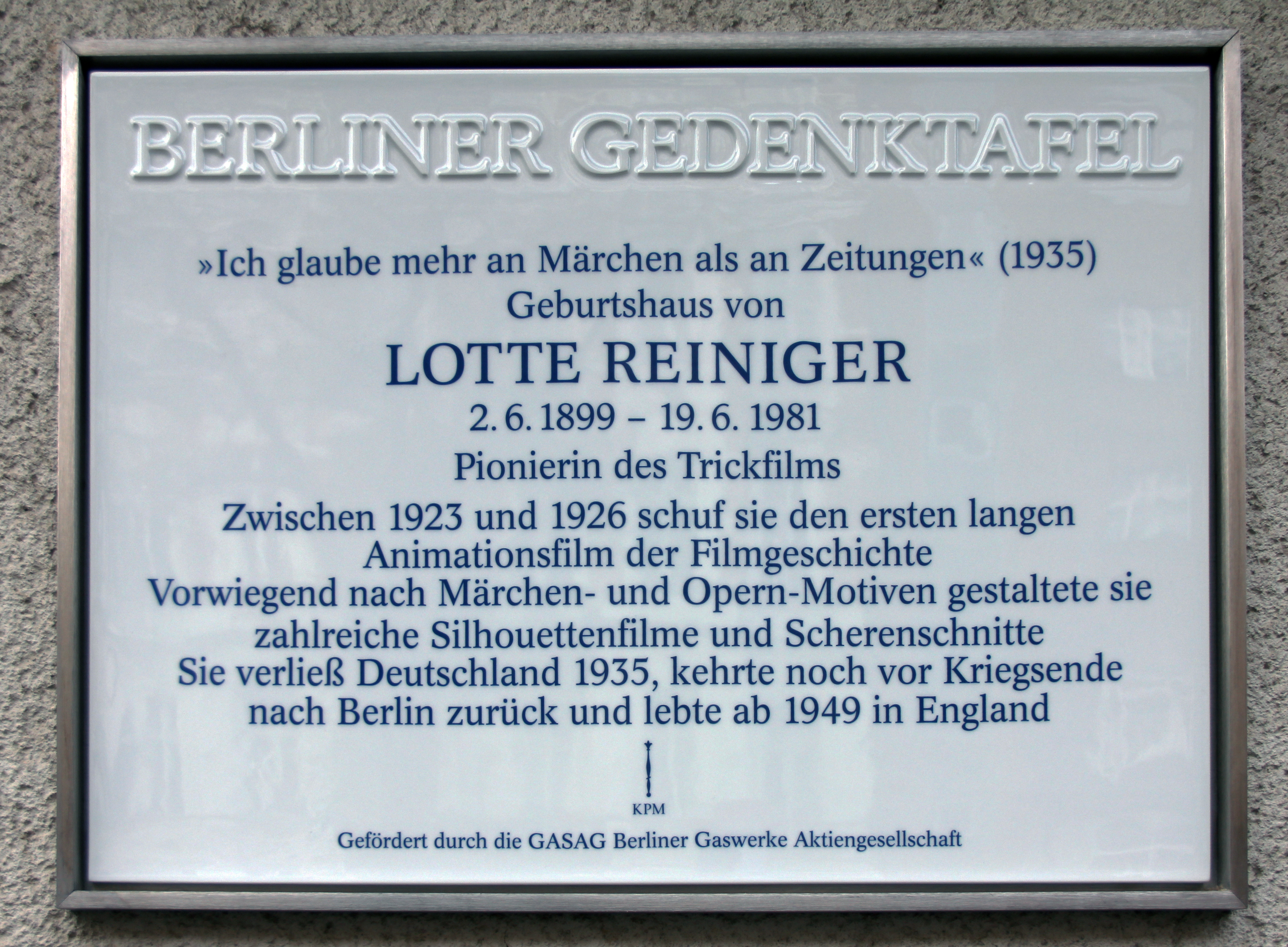
Placa commemorativa a la seva casa de Berlín (Knesebeckstraße 11, Berlín-Charlottenburg)

Encara que es pot dir que tothom que hagi fet contes de fades animats després d'ella n'ha rebut la influència, Bruno J. Böttge, director i cofundador de l'estudi DEFA de pel·lícules d'animació, és probablement qui ha fet les referències més explícites al seu treballː «Lotte Reiniger ho va fer primer. Té el mèrit d'haver-nos obert el camí».
A partir del format de siluetes de la sèrie francesa de televisió de Ciné si (1989), l'animador francès Michel Ocelot va utilitzar moltes de les tècniques creades per Reiniger, juntament amb d'altres que va inventar ell, en la seva pel·lícula Princes et princesses («Prínceps i princeses», 2000).
A la pel·lícula Harry Potter i les relíquies de la Mort, es fa també homenatge a la figura de Lotte Reiniger i el seu paper com a pionera, quan en l'última escena s'explica un conte amb la tècnica de les tisores de Reiniger.

## Llegat
El Stadtmuseum Tübingen (Museu Municipal de Tübingen) conserva molts dels seus materials originals i manté una exposició permanent, «El món en llum i ombra: silueta, teatre d'ombres, pel·lícula de siluetes».
L'arxiu nacional del British Film Institute també té un arxiu important amb obres seves.
El 2 de juny del 2016, Google va celebrar el 117è aniversari de Lotte Reiniger amb un Google Doodle.

## Filmografia

### A Alemanya
- Das Ornament des verliebten Herzens (L'ornament del cor enamorat, 1919).
- Amor und dan standhafte Liebespaar (Amor i els enamorats perseverants, 1920).
- Der fliegende Koffer (La maleta volant, 1921)
- Der Stern von Bethlehem (L'estrella de Betlem, 1921).
- Aschenputtel (La Ventafocs, 1922)
- Dornröschen (La bella dorment, 1922)
- Das Geheimnis der Marquisin (El secret de la marquesa, 1922)
- Die Abenteuer des Prinzen Achmed (Les aventures del príncep Achmed, 1926)
- The Chinese Nightingale (El rossinyol xinès, 1927)
- Der Scheintote Chinese (El xinès catalèptic, 1928)
- Dr. Dolittle und seine Tiere (El Doctor Dolittle i els seus animals, 1928)
- Zehn Minuten Mozart (Deu minuts de Mozart, 1930)
- Die Jagd nach dem Glück (La recerca de la felicitat, 1930)
- Harlekin (Arlequí 1931)
- Sissi (1932)
- Carmen (1933)
- Das Gestohlene Herz (El cor robat, 1934)
- Papageno (1935)
- Kalif Storch (El califa cigonya, 1935)
- Galathea (Galatea, 1935)
- Puss in Boots (El gat amb botes, 1936)
- Silhouetten (Siluetes, 1936)
- Daughter (Filla, 1937)
- Die Goldene Gans (L'oca d'or, 1944)

### Al Regne Unit
- Mary's Birthday (L'aniversari de Maria, 1951)
- The Magic Horse (El cavall màgic, 1953)
- Thumbelina (La patufeta1954)
- The Three Wishes (Els tres desitjos, 1954)
- Snow White and Rose Red (Blancaneu i Rosaroja, 1954)
- The Sleeping Beauty (La bella dorment, 1954)
- Puss in Boots (El gat amb botes, 1954)
- The Little Chimney Sweep (La petita netejaxemeneies, 1954)
- The Grasshopper and the Ant (La llagosta i la formiga, 1954)
- The Gallant Little Tailor (El petit sastre valent, 1954)
- The Frog Prince (El príncep granota, 1954)
- Caliph Storch (El califa cigonya, 1954)
- Aladdin and the Magic Lamp (Aladí i la llàntia meravellosa, 1954)
- Jack and the Beanstalk (Jack i les mongetes màgiques, 1955)
- Hansel and Gretel (Hansel i Gretel, 1955)

### Al Canadà
- Aucassin and Nicolette (Aucassin i Nicolette, 1975)
- The Rose and the Ring (La rosa i l'anell, 1979)

### Col·laboracions
- Der verlorene Schatten (La sombra perduda, 1920). Lotte Reininger crea la silueta del violí màgic.
- Die Nibelungen (Els Nibelungs, 1923). Lotte Reininger va crear amb siluetes la seqüència del «somni del falcó».
- Heut tanzt Mariett (Avui balla Marieta, 1927-28). Lotte Reininger va realitzar la part en la qual apareixen siluetes animades.